# アルトゥル・ジミイェフスキ (俳優)
アルトゥル・ジミイェフスキ（Artur Żmijewski、1966年4月10日 - ）は、ポーランドの俳優。

## 出演作品
- カティンの森（アンジェイ）
- デモンズ・ウォー　戦場の死神
- 処刑ドクター
- 溶岩流